# قائمة الأفلام الهندية عام 2024
هذه قائمة بالأفلام الهندية التي صدرت عام 2024.

## قائمة الأفلام الأعلى تحقيقا للإيرادات
يوضح الجدول التالي قائمة الأفلام الهندية التي حققت أعلى إيرادات خلال عام 2024:
| الترتيب | اسم الفيلم                | المنتجون                                                                   | الموزعون                              | إجمالي الإيرادات | المصادر      |
| ------- | ------------------------- | -------------------------------------------------------------------------- | ------------------------------------- | ---------------- | ------------ |
| 1       | شارع 2                    | مادوك فيلمز، وجيو بلاتفورمز                                                | بي في آر إنوكس بيكتشرز، ستوديوهات بين | ₹874.58 crore    | [ 1 ] [ 2 ]  |
| 2       | مقاتل                     | ستوديوهات فياكوم 18، مارفليكس بيكتشرز                                      | ستوديوهات فياكوم 18                   | ₹337.20 crore    | [ 2 ] [ 3 ]  |
| 3       | المتاهة 3                 | تي سيريز فيلمز، وستوديوهات ساين ون                                         | إيه إيه فيلمز                         | ₹313.06 crore    | [ 2 ] [ 4 ]  |
| 4       | سنجام مرة أخرى            | جيو بلاتفورمز، وريلاينس للترفيه، ورويت شيتي بيكتشرز، وديفغن فيلمز، وسينرجي | بي في آر إنوكس بيكتشرز                | ₹297.12 crore    | [ 2 ] [ 5 ]  |
| 5       | شيطان                     | جيو بلاتفورمز، وديفغن فيلمز، وستوديوهات بانوراما                           | ستوديوهات بانوراما                    | ₹211.06 crore    | [ 2 ] [ 6 ]  |
| 6       | طاقم                      | بيلاج موشن بيكتشرز، وأنيل كابور فيلمز، وكوميونيكيشن نتورك                  | ستوديوهات بين                         | ₹157.08 crore    | [ 2 ] [ 7 ]  |
| 7       | لقد تشابكت كثيراً في كلامك | مادوك فيلمز، وجيو بلاتفورمز                                                | ستوديوهات بين                         | ₹133.64 crore    | [ 2 ] [ 8 ]  |
| 8       | مونجيا                    | مادوك فيلمز                                                                | ستوديوهات بين                         | ₹132.13 crore    | [ 2 ] [ 9 ]  |
| 9       | باد نيوز                  | دارما برودكشنز، وليو ميديا كولكتيف، وأمازون برايم                          | إيه إيه فيلمز                         | ₹115.74 crore    | [ 2 ] [ 10 ] |
| 10      | الخطاب 370                | ستوديوهات ب62، وجيو بلاتفورمز                                              | بي في آر إنوكس بيكتشرز                | ₹110.57 crore    | [ 2 ] [ 11 ] |